# العلاقات الفيتنامية الكندية
العلاقات الفيتنامية الكندية هي العلاقات الثنائية التي تجمع بين فيتنام وكندا.

## مقارنة بين البلدين
هذه مقارنة عامة ومرجعية للدولتين:
| وجه المقارنة                                              | فيتنام           | كندا                     |
| --------------------------------------------------------- | ---------------- | ------------------------ |
| المساحة (كم2)                                             | 331.69 ألف       | 9.98 مليون               |
| عدد السكان (نسمة)                                         | 94.66 مليون      | 35.70 مليون              |
| الكثافة السكانية (ن./كم²)                                 | 285.39           | 3.58                     |
| العاصمة                                                   | هانوي            | أوتاوا                   |
| اللغة الرسمية                                             | اللغة الفيتنامية | لغة إنجليزية، لغة فرنسية |
| العملة                                                    | دونغ فيتنامي     | دولار كندي               |
| الناتج المحلي الإجمالي (بليون دولار)                      | 234.19 مليار     | 1.65 تريليون             |
| الناتج المحلي الإجمالي (تعادل القوة الشرائية) بليون دولار | 553.42 مليار     | 1.59 تريليون             |
| الناتج المحلي الإجمالي الاسمي للفرد دولار أمريكي          | 2.48 ألف         | 43.25 ألف                |
| الناتج المحلي الإجمالي للفرد دولار أمريكي                 | 5.63 ألف         | 45.07 ألف                |
| مؤشر التنمية البشرية                                      | 0.666            | 0.913                    |
| رمز المكالمات الدولي                                      | +84              | +1                       |
| رمز الإنترنت                                              | .vn              | .ca                      |
| المنطقة الزمنية                                           | ت ع م+07:00      |                          |

## مدن متوأمة
في ما يلي قائمة باتفاقيات التوأمة بين مدن فيتنامية وكندية:
- ترتبط هانوي مع مونتريال باتفاقية توأمة منذ 25 فبراير 2004.

## منظمات دولية مشتركة
يشترك البلدان في عضوية مجموعة من المنظمات الدولية، منها:
| علم المنظمة | اسم المنظمة                                      | تاريخ انضمام فيتنام | تاريخ انضمام كندا |
| ----------- | ------------------------------------------------ | ------------------- | ----------------- |
|             | مؤسسة التنمية الدولية                            | 24 سبتمبر 1960      | 24 سبتمبر 1960    |
|             | الأمم المتحدة                                    | 20 سبتمبر 1977      | 9 نوفمبر 1945     |
|             | منظمة التجارة العالمية                           | 11 يناير 2007       | ?                 |
|             | يونسكو                                           | 6 يوليو 1951        | 4 نوفمبر 1946     |
|             | المنظمة الهيدروغرافية الدولية                    | ?                   | ?                 |
|             | وكالة ضمان الاستثمار متعدد الأطراف               | 5 أكتوبر 1994       | 12 أبريل 1988     |
|             | منظمة الشرطة الجنائية الدولية                    | ?                   | ?                 |
|             | الاتحاد الدولي للاتصالات                         | 24 سبتمبر 1951      | 1 يوليو 1908      |
|             | الفريق المعني برصد الأرض                         | ?                   | ?                 |
|             | البنك الدولي للإنشاء والتعمير                    | 21 سبتمبر 1956      | 27 ديسمبر 1945    |
|             | الاتحاد البريدي العالمي                          | ?                   | ?                 |
|             | بنك التنمية الآسيوي                              | 1966                | 1966              |
|             | منظمة حظر الأسلحة الكيميائية                     | ?                   | ?                 |
|             | مؤسسة التمويل الدولية                            | 4 أغسطس 1967        | 20 يوليو 1956     |
|             | منتدى التعاون الاقتصادي لدول آسيا والمحيط الهادئ | 15 نوفمبر 1998      | 6 نوفمبر 1989     |
|             | منتدى آسيان الإقليمي ‏                            | ?                   | ?                 |

## أعلام
هذه قائمة لبعض الشخصيات التي تربطها علاقات بالبلدين:
- باول نجوين (23 فبراير 1980 – )
- جوزيف فان (4 أغسطس 2001 – )
- جيد تشونغ (6 نوفمبر 1984 – )
- فان ثي كيم فوك (كاتبة كندية، 2 أبريل 1963 – )
- فنسنت لام (كاتب كندي، 5 سبتمبر 1974 – )
- كريستي تشونغ (ممثلة كندية، 19 سبتمبر 1970 – )
- كيم نجوين (1974 – )
- مينه لي (27 يونيو 1977 – )
- نام نجوين (متزلج فني كندي، 20 مايو 1998 – )

## وصلات خارجية
- موقع وزارة الخارجية الفيتنامية
- موقع وزارة الخارجية الكندية